# Vouneuil-sur-Vienne

Vouneuil-sur-Vienne este o comună în departamentul Vienne, Franța. În 2009 avea o populație de 1,981 de locuitori.